# 1195
| [ Edytuj tabelę ]                |                                                             |
| Książę Małopolski                | - 1194 Leszek Biały 1198                                    |
| Książę Wielkopolski              | - 1182 Mieszko III Stary 1202                               |
| Król Angkoru                     | - 1181 Dżajawarman VII 1218                                 |
| Król Anglii                      | - 1189 Ryszard I Lwie Serce 1199                            |
| Król Aragonii i hrabia Barcelony | - 1164 Alfons II Aragoński 1196                             |
| Książę Bawarii                   | - 1183 Ludwik I 1231                                        |
| Margrabia Brandenburgii          | - 1184 Otto II 1205                                         |
| Książę Burgundii                 | - 1192 Eudes III 1218                                       |
| Cesarz Bizancjum                 | - 1185 Izaak II Angelos 1195 - 1195 Aleksy III Angelos 1203 |
| Car Bułgarii                     | - 1187 Asen I 1196                                          |
| Cesarz Chin                      | - 1194 Song Ningzong 1224                                   |
| Władca Cypru                     | - 1194 Amalryk II 1205                                      |
| Książę Czech                     | - 1193 Władysław III Henryk 1197                            |
| Król Danii                       | - 1182 Kanut VI 1202                                        |
| Władca Egiptu                    | - 1193 Al-Aziz Usman 1198                                   |
| Cesarz Etiopii                   | - 1189 Gebre Meskel 1229                                    |
| Król Francji                     | - 1180 Filip II August 1223                                 |
| Król Gruzji                      | - 1184 Tamara 1213                                          |
| Hrabia Holandii                  | - 1190 Dirk VII 1203                                        |
| Cesarz Japonii                   | - 1183 Go-Toba 1198                                         |
| Kalif                            | - 1180 An-Nasir 1225                                        |
| Król Kastylii                    | - 1158 Alfons VIII Szlachetny 1214                          |
| Patriarcha Konstantynopola       | - 1191 Jerzy II Ksyfilin 1198                               |
| Władca Korei                     | - 1170 Myŏngjong 1197                                       |
| Król Leónu                       | - 1188 Alfons IX 1230                                       |
| Kalif Maroka                     | - 1184 Jakub al-Mansur 1199                                 |
| Król Nawarry                     | - 1194 Sanczo VII 1234                                      |
| Król Norwegii                    | - 1177 Sverre Sigurdsson 1202                               |
| Hrabia Palatynatu                | - 1155 Konrad Hohenstauf 1195 - 1195 Henryk V z Welf 1211   |
| Papież                           | - 1191 Celestyn III 1198                                    |
| Król Portugalii                  | - 1185 Sancho I 1211                                        |
| Sułtan Rumu                      | - 1192 Kaj Chusrau I 1196                                   |
| Książę Rusi halickiej            | - 1189 Włodzimierz II 1199                                  |
| Książę Saksonii                  | - 1180 Bernard III 1212                                     |
| Król Szkocji                     | - 1165 Wilhelm I 1214                                       |
| Król Szwecji                     | - 1173 Knut Eriksson 1196                                   |
| Doża Wenecji                     | - 1192 Enrico Dandolo 1205                                  |
| Król Węgier                      | - 1172 Bela III 1196                                        |

Rok 1195 / MCXCV
stulecia: XI wiek ~
XII wiek ~
XIII wiek

lata: 1185 «
1190 «
1191 «
1192 «
1193 «
1194 «
1195
» 1196
» 1197
» 1198
» 1199
» 1200
» 1205

## Wydarzenia w Polsce
- 13 września – w Małopolsce nad rzeką Mozgawą rozegrała się jedna z bardziej krwawych bitew okresu rozbicia dzielnicowego pomiędzy oddziałami Mieszka Starego i wojewody krakowskiego Mikołaja; w bitwie zginął książę Bolesław Mieszkowic, został pochowany w kolegiacie św. Pawła Apostoła w Kaliszu.

## Wydarzenia na świecie
- 8 kwietnia – cesarz bizantyński Izaak II został pozbawiony władzy i oślepiony przez swego młodszego brata, Aleksego.
- Almohadzi pokonali wojska kastylijskie pod Alarcos[1].

## Urodzili się
- Antoni Padewski – franciszkanin, święty kościoła katolickiego (zm. 1231)

## Zmarli
- Agnieszka von Rochlitz, księżna Meranii, matka św. Jadwigi Śląskiej
- 6 sierpnia – Henryk Lew, książę Saksonii i Bawarii (ur. 1129)
- 13 września – książę kujawski Bolesław w bitwie nad Mozgawą